# 五所川原市立鶴ヶ岡小学校
五所川原市立鶴ヶ岡小学校（ごしょがわらしりつ つるがおかしょうがっこう）は、青森県五所川原市大字鶴ヶ岡にあった公立小学校。

## 沿革
- 1874年（明治5年） - 高谷文蔵により、私立の涵化小学校が開校。
- 1876年（明治9年）
  - 8月30日 - 鶴ヶ岡村と藻川村の連合小学校「鶴ヶ岡小学校」の設立願を届出。
  - 10月20日 - 設立が認可[1]。
- 1877年（明治10年）2月2日 - 開校。開校時の児童は40人で、教員は4人[1]。
- 1878年（明治11年）11月 - 鶴ヶ岡字鎌田248番地に校舎を落成。
- 1885年（明治18年） - 高瀬村・鶴ヶ岡村・藻川村による、「組合立鶴ヶ岡小学校」に改称。
- 1886年（明治19年）4月23日 - 新築落成式を挙行。
- 1887年（明治20年）4月1日 - 「鶴ヶ岡尋常小学校」に改称[1]。
- 1900年（明治33年）12月 - 鶴ヶ岡字岡田191番1号に新校舎を落成。
- 1901年（明治34年）1月7日 - 校舎を移転。
- 1913年（大正2年）9月1日 - 鶴ヶ岡字唐橋20番2号に校舎を落成し、移転。
- 1919年（大正8年）4月1日 - 高等科を併設し、「鶴ヶ岡尋常高等小学校」に改称[1]。ただし、高等科は2年生までで、高等3年生（特修科）に進学する生徒のみ、五所川原小学校へ通学。
- 1924年（大正13年） - 校舎北側に体操場を設置。
- 1926年（大正15年）12月20日 - 校歌を制定。校旗を樹立。
- 1941年（昭和16年）4月1日 - 国民学校令施行に伴い、「三好国民学校」に改称[1]（鶴ヶ岡小学校としては、一旦廃校）。
  - この間の沿革は、五所川原市立三好小学校#沿革を参照。
- 1951年（昭和26年）4月1日 - 「三好村立鶴ヶ岡小学校」として、三好小学校から分離独立。
- 1952年（昭和27年）2月 - 高瀬地区から通う1-2年生を対象に、冬季間のみの季節分校を公民館に開設（以後2年間）。
- 1954年（昭和29年）10月1日 - 町村合併に伴い、「五所川原市立鶴ヶ岡小学校」に改称。
- 1961年（昭和36年）4月21日 - 教室と講堂を落成し、全校舎に落成式を挙行。
- 1968年（昭和43年）8月9日 - プールを落成し、落成式を挙行。
- 1969年（昭和44年）4月11日 - 完全給食を開始。
- 1976年（昭和51年）9月14日 - 校庭を拡張[1]。
- 2004年（平成16年）3月31日 - 新制の五所川原市立三好小学校への統合に伴い、閉校。

## アクセス
- 弘南バス福井通りバス停下車後、徒歩約120m・約2分。
- 五所川原駅から、車で約5.4km・約10分。

## 周辺
廃校時点
- 青森県道151号蒔田五所川原線
- 青森県道164号林五所川原線
- 岩木川
- 弘南バス福井通りバス停
- コミュニティセンター三好